# Casa Forcada (Vic)
La Casa Forcada era una obra eclèctica de Vic (Osona) inclosa a l'Inventari del Patrimoni Arquitectònic de Catalunya.

## Descripció
Edifici civil. Casa de tipus senyorial situada al carrer Morgades en front de la farinera Costa. Era de planta rectangular i formava un atri a la façana. Sostingut per sis columnes estriades amb el capitell corinti, en la qual hi observàvem alguns elements forans a aquest ordre, i damunt entaulaments hi havia el frontó el qual presentava un timpà llis. El portal d'entrada presentava un frontó semicircular amb una finestreta a cada costat, rectangulars, i al centre un òcul ovalat situat verticalment a les finestres laterals, que eren d'arc de mig punt. Als murs laterals i posteriors s'hi obrien finestres de forma rectangular amb petits frontons triangulars sostinguts per mènsules. A la part baixa de les finestres hi havia balustrades.

## Història
Aquesta casa, que podíem incloure dins del moviment esteticista amb unes línies clàssiques pròpies del món romà, ha estat tristament enderrocada després de moltes polèmiques entre diversos estaments de Vic i l'Ajuntament, fet que ha provocat moltes tensions per acabar destinant el solar on s'ubicava l'edifici a sòl urbanitzable on s'hi està construint un bloc de pisos. El jardí de la casa ha estat destinat a parc públic per a la ciutat.
Vic amb aquest enderroc ha perdut una vegada més un dels edificis que configuren la fesomia de la ciutat.